# Solan (distrikt)
Solan är ett distrikt i Indien.   Det ligger i delstaten Himachal Pradesh, i den norra delen av landet, 270 km norr om huvudstaden New Delhi. Antalet invånare är 580 320.
Följande samhällen finns i Solan:
- Solan
- Baddi
- Nālāgarh
- Parwanoo
- Sabāthu
- Kasauli
- Arki
- Dagshai